# Ravenga
Ravenga ist eine unbewohnte Insel, gelegen etwa einen Kilometer vor der Ostküste von Vanua Lava in der Provinz Torba des pazifischen Inselstaats Vanuatu.
Die fast kreisrunde Insel ist dicht bewachsen und auf der Ostseite von einem bis zu 300 Meter breiten und flachen Saumriff umgeben.